# 川口賢哉
川口 賢哉（かわぐち けんや）は、広島県出身、ニューヨーク在住の即興演奏家であり、普化尺八海童道、道師（師範）である。
また、調査報道ジャーナリスト (元米国務省外国人センター報道記者) でもある。

## 来歴
早稲田大学大学院を苦学の末修了。大学院在学中より、評論家として演劇、舞踊雑誌を中心にその評論、またエッセイを多数発表した。その後、間章論等を発表している。
　
雑誌シアターアーツ編集委員を経て渡米、テューダー・シティーに居を構え、かつて海童道祖が名誉顧問として活動した、クリエイティヴ・ミュージック・スタジオに参加、カール・ベルガーの率いる、即興演奏家の為のオーケストラに第一尺八奏者として参加した。
　
ジャーナリストとしては、ニューヨークでウォール街を占拠せよへの参加活動を行っており、当時のバリケード内での演奏の記録が残されている。
　
片目失目の手術を機に帰国、海童道の道曲（本曲）の指導のため、国内滞在が続いている。海童道江月派に属する。
小川類、河合明と共に永井清治グループの一角を占める。

## 作品
- ドイツ・ダンスの百年 共訳著
- メディア・リテラシー（ISBN 978-4-903859-18-7）共著
- 雨露　（EAN : 4573461450050 ASIN : B01GE7S18K）ちゃぷちゃぷレコード　ソロＣＤ

など